# Łobez
Łobez (ˈwɔbɛs, ) è un comune urbano-rurale polacco del distretto di Łobez, nel voivodato della Pomerania Occidentale. Comune ricopre una superficie di 228 km² e nel 2014 contava 14 345 abitanti. Città ricopre una superficie di 12,84 km² e nel 2019 contava 10.066 abitanti.
I diritti di città furono attribuiti a Łobez nel 1275.

## Sindaci

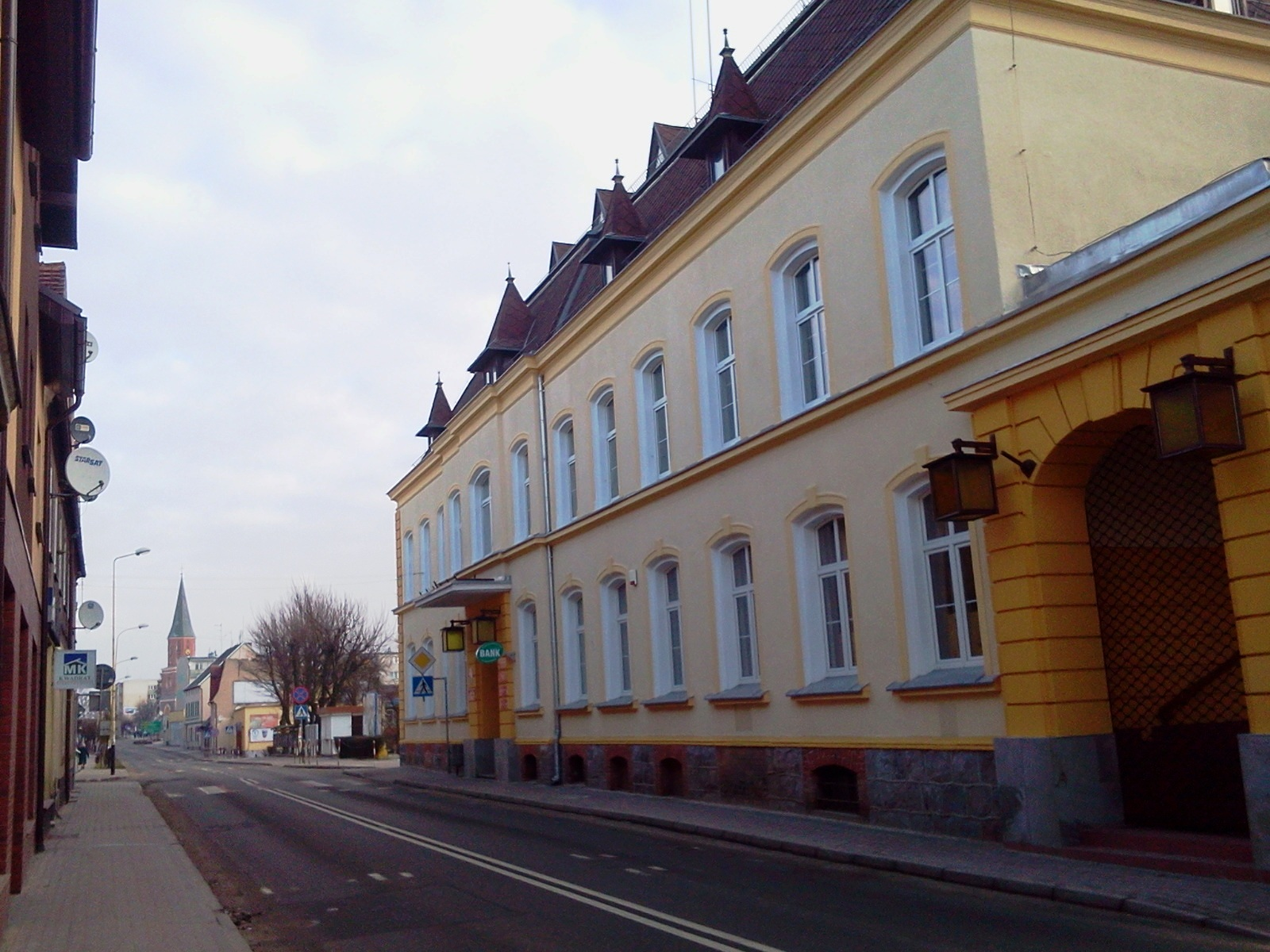
Municipio

| 1632 – Carsten Beleke           |  | 1809 – Johann Georg Falck                                            |
| 1670 – Bernd Bublich            |  | 1823–1840 – Johann Friedrich Rosenow                                 |
| 1700 – Paul Belecke             |  | 1842–1844 – Adolf Ludwig Ritter (privremeno)                         |
| 1702 – Theele                   |  | 1844–1845 – Albert Wilhelm Rizky                                     |
| 1723 – F. C. Hackebeck          |  | 1846–1852 – Heinich Ludwig Gotthilf Hasenjäger                       |
| 1734 – F. W. Weinholz           |  | prije 1859. Hasenjaeger                                              |
| 1736 – Schulze                  |  | 1852–1864 – Carl Albert Alexander Schüz                              |
| 1732 – Hackenberken             |  | 1921 – Willi Kieckbusch                                              |
| 1745 – M. C. Frize              |  | 1945 – Hackelberg, Teofil Fiutowski, Stefan Nowak, Feliks Mielczarek |
| 1746 – Johann Friedrich Thym    |  | 1946 – Władysław Śmiełowski                                          |
| 1752 – Johann Gottsried Severin |  | 1948 – Tadeusz Klimski                                               |
| 1753? – J. F. von Flige         |  | 1949 – Ignacy Łepkowski                                              |
| 1757 – Johann Friedrich Thym    |  | 1972-1990 - Zbigniew Con                                             |
| 1757 – Heller                   |  | 1990–94 - Marek Romejko                                              |
| 1767 – Gottlieb Timm            |  | 1994–1998 - Jan Szafran                                              |
| 1775 – Johann Gottfried Severin |  | 1998–2002 - Halina Szymańska                                         |
| 1790 – Jahncke                  |  | 2002–2006 - Marek Romejko                                            |
| 1805 – Heinrich (?) Falck       |  | 2006–2014 - Ryszard Sola                                             |
| 1806 – Zuther (drugi dan 1712)  |  | 2014 - Piotr Ćwikła                                                  |
| 1806 – Nemitz                   |  |                                                                      |